# 로어노크강

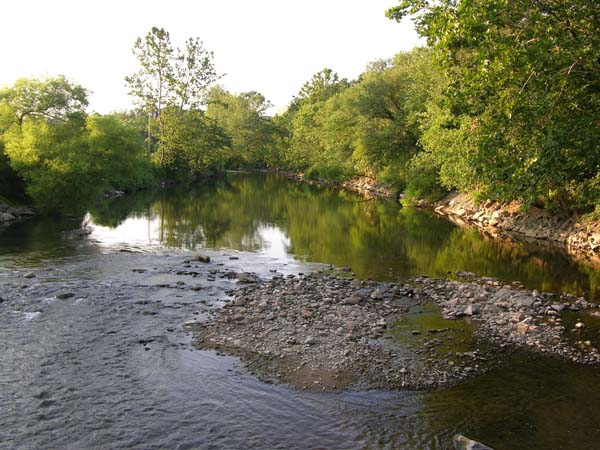
로어노크 강

로어노크강(Roanoke River)은 버지니아주 남부와 노스캐롤라이나주 북동쪽을 흐르는 미국의 강이다. 총 길이는 410마일 (660km)이다.